# 似鱷龍屬
似鱷龍屬是種大型棘龍科恐龍，擁有類似鱷魚的嘴部，生存於白堊紀阿普第階晚期的非洲西北部。牠的生存年代約為1億2100萬年前到1億1200萬年前。

## 敘述

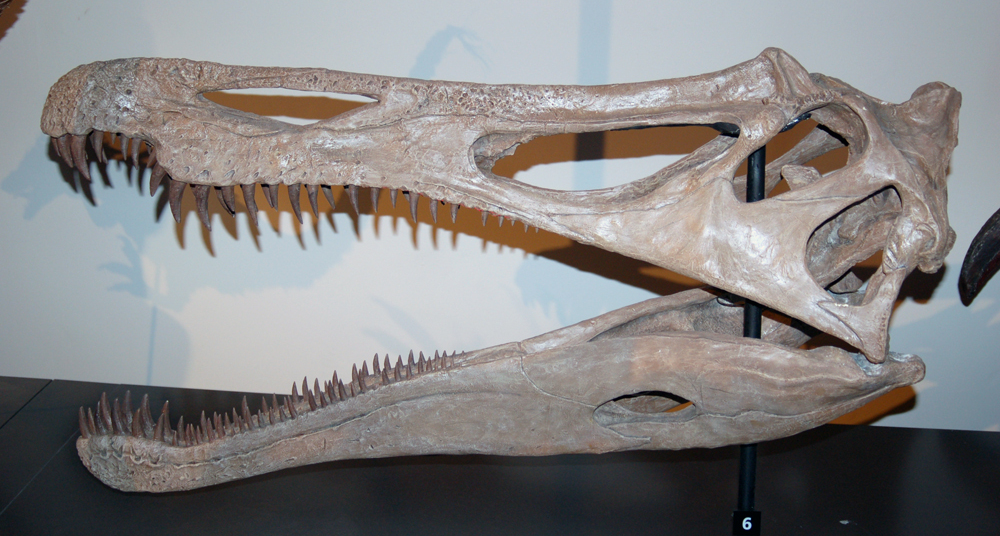
泰內雷似鱷龍的頭骨，位於雪梨澳洲博物館

不像大部分的大型獸腳亞目恐龍，似鱷龍擁有非常長的低矮口鼻部，狹窄的頜部有約100顆牙齒，這些牙齒並不是非常銳利，但稍微往後彎曲。前額有一小角飾。口鼻部前端較大，並有一叢更長的牙齒，這些牙齒的作用似乎較接近固定獵物的身體而非撕扯獵物的皮肉。似鱷龍的外型令人聯想到那些以魚類為食的鱷魚，例如生存於印度的長吻鱷，牠們也擁有非常長、狹窄的口鼻部。
似鱷龍的脊椎有高大的延伸物，最高處位於臀部，它們可能撐者由皮膚構成的帆狀物或背脊，類似棘龍，但沒有棘龍那樣高大。詳細研究顯示似鱷龍的標本接近成年，身長約11公尺，體重估計值約2.6到5.2公噸；科學家們認為似鱷龍成長至成年時，體型將跟暴龍一樣大，身長超過12公尺。牠們的前肢強壯，手部有三指，拇指上有大型鐮刀狀指爪。綜合以上幾點，似鱷龍是種巨大且強壯的動物，以魚類為食，生存於1億1千多萬年前的北非撒哈拉地區，與當時另外二種大型掠食者始鯊齒龍與帝鱷共同統治該地，當時該地區為多水、類似沼澤的環境。

## 分類歷史

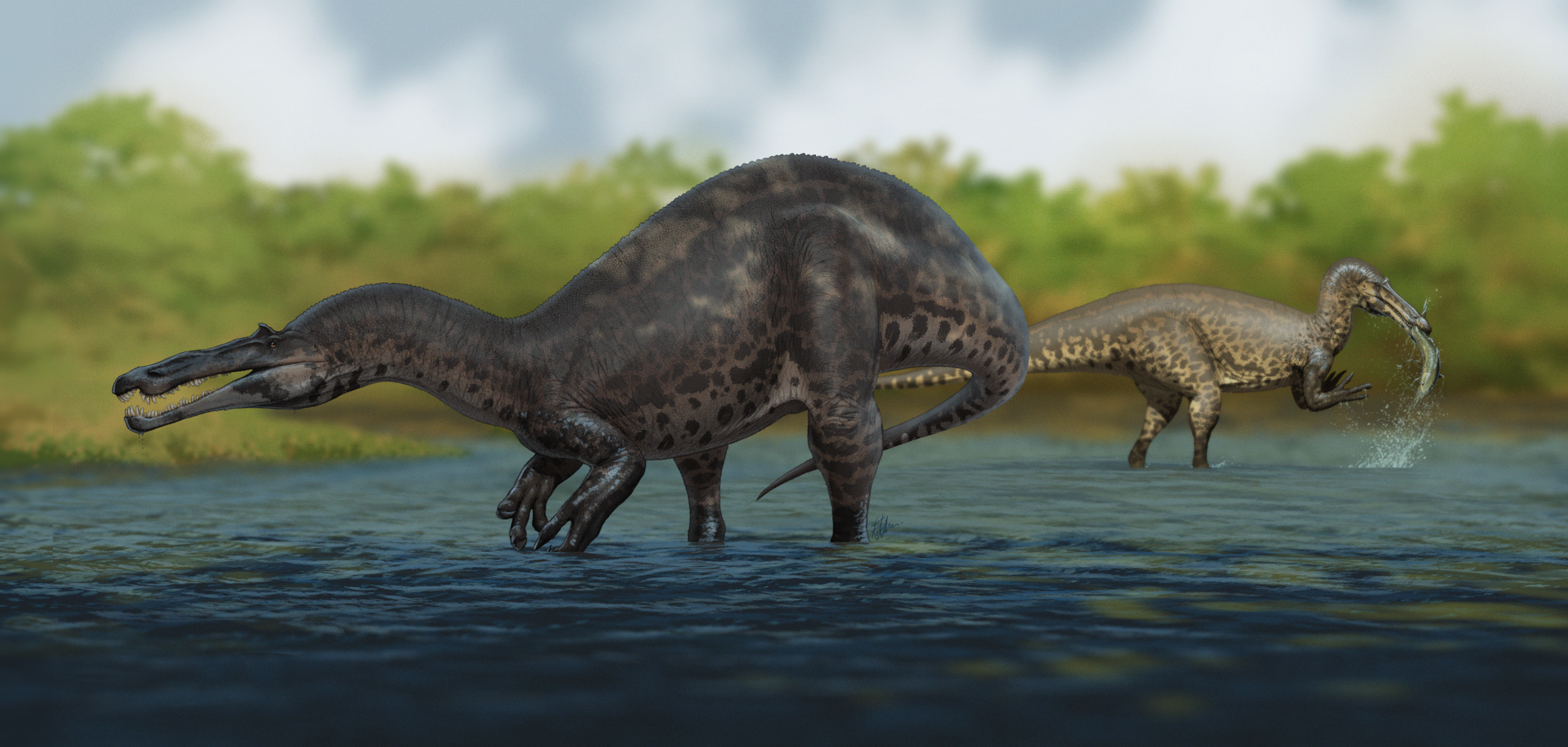
似鱷龍的復原圖

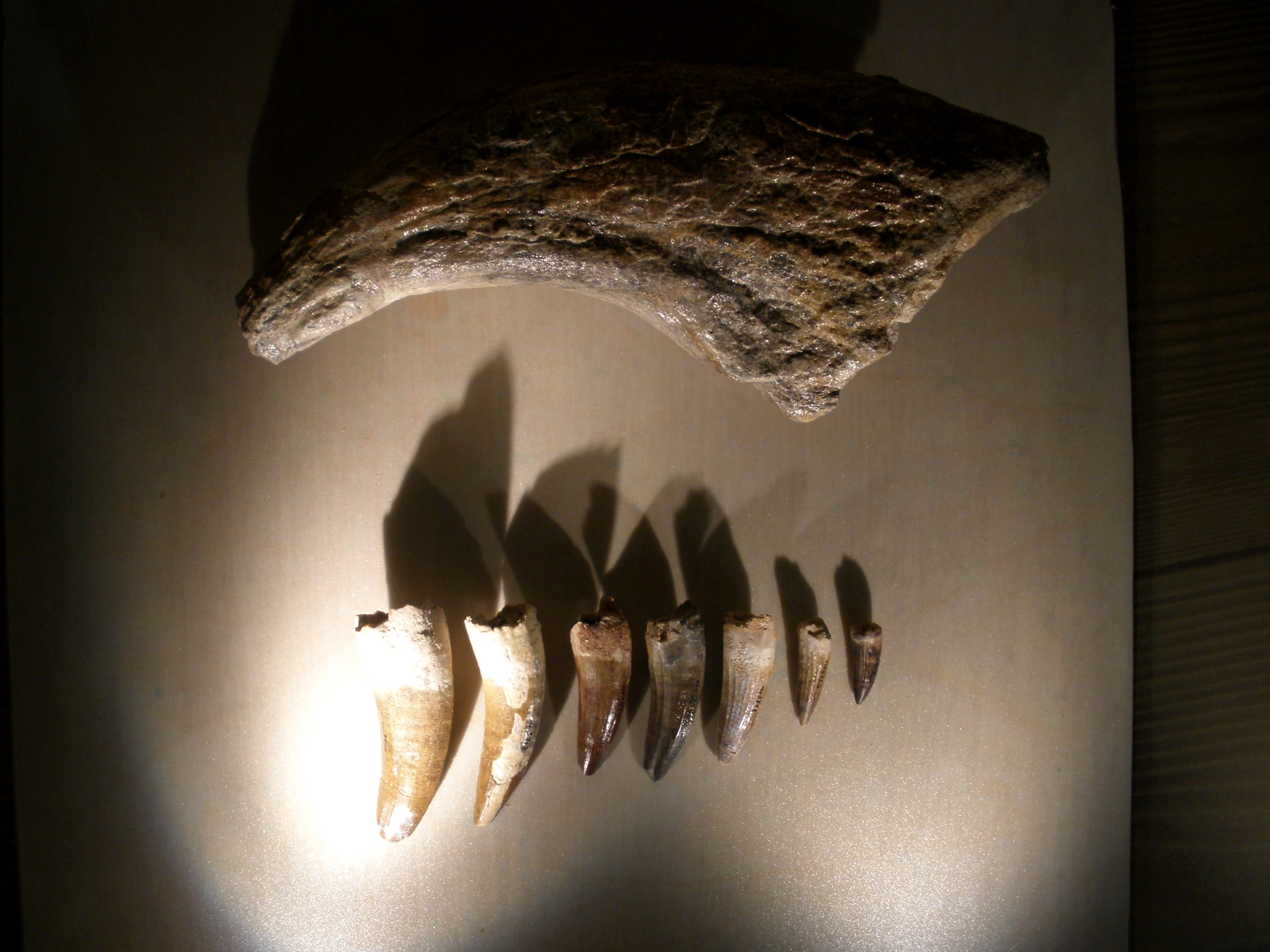
泰內雷似鱷龍的指爪與牙齒，位於威尼斯自然歷史博物館

似鱷龍被分類於棘龍科，棘龍科是一種大型掠食動物，頭部的形狀適合獵食魚類。但與其它大型獸腳類恐龍相比（例如暴龍科或鯊齒龍科），棘龍科的骨骼結構較不結實，尤其是頭部，使某些科學家懷疑棘龍科能否獵殺大型的獵物。除了背脊以外，似鱷龍非常類似重爪龍，重爪龍也有強壯的前肢，以及巨大的鐮刀狀拇指指爪。似鱷龍與重爪龍的指爪都是古生物學家首先注意到的化石部位。根據唯一的正模標本，似鱷龍的體型大於重爪龍。少數古生物學家認為重爪龍可能是似鱷龍的未成年體，脊飾龍也有可能與似鱷龍是相同動物。

## 發現与命名

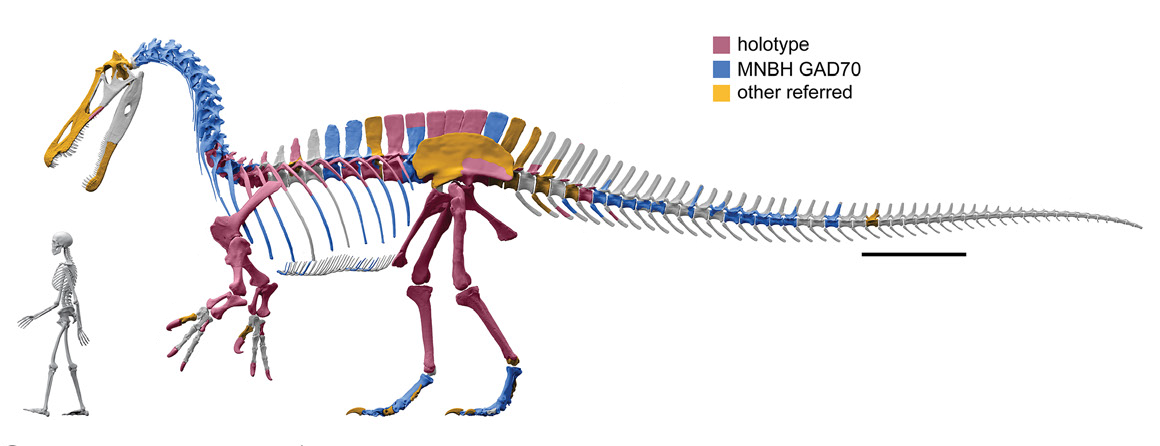
似鱷龍數之骨骼構造

在1998年，芝加哥大學的古生物學家保羅·塞里諾（Paul Sereno）率領一個挖掘團隊，在撒哈拉地區發現了新的鯊齒龍與帝鱷標本之後，在尼日的泰內雷沙漠（Tenere Desert）附近發現一個新的化石，屬於艾爾雷茲組（Elrhaz Formation）。這個化石約有2/3的身體骨骼，屬於一種巨大的魚食性動物。他們依據化石頭部的形狀，將化石命名為泰內雷似鱷龍（S. tenerensis）。屬名在拉丁语意為「鱷魚模仿者」；種名則是以泰內雷沙漠為名。

## 外部連結
- 似鱷龍簡介 Project Exploration網站
- 在尼日尔拍攝的似鱷龍化石照片 Project Exploration網站